# 赤
赤 (rouge) est un kanji composé de 7 traits et fondé sur 赤. Il fait partie des kyōiku kanji de 1re année.
Il se lit セキ (seki) ou 'シャク (shaku) en lecture on et あか (aka) en lecture kun.
Son caractère Unicode est 8D64.

## Exemples
- 赤ちゃん (akachan) : bébé.
- 赤い (akai) : rouge.
- 赤字 (akaji) : déficit.

On l'emploie aussi dans certains prénoms et noms de famille comme 赤彦 : Akahiko.